# Wildpark Knüll
Der Wildpark Knüll ist ein 1968 eröffneter und etwa 50 ha großer Wildpark am Rande des Knüllgebirges im Schwalm-Eder-Kreis, Hessen (Deutschland). Er ist Teil des Eigenbetriebs Schwalm-Eder.

## Geographische Lage
Der Wildpark Knüll befindet sich in Nordhessen an den Nordausläufern des Knüllgebirges am Tal des Rinnebachs. Er liegt auf dem Gebiet der Stadt Homberg (Efze) oberhalb des Stadtteils Rodemann. Das nördliche Zentrum des Areals bildet der bewaldete Streuflingskopf (ca. 413 m ü. NHN), auf dem auch ein hölzerner Aussichtsturm steht. Der Wildpark liegt unweit der Bundesautobahn 7.

## Geschichte

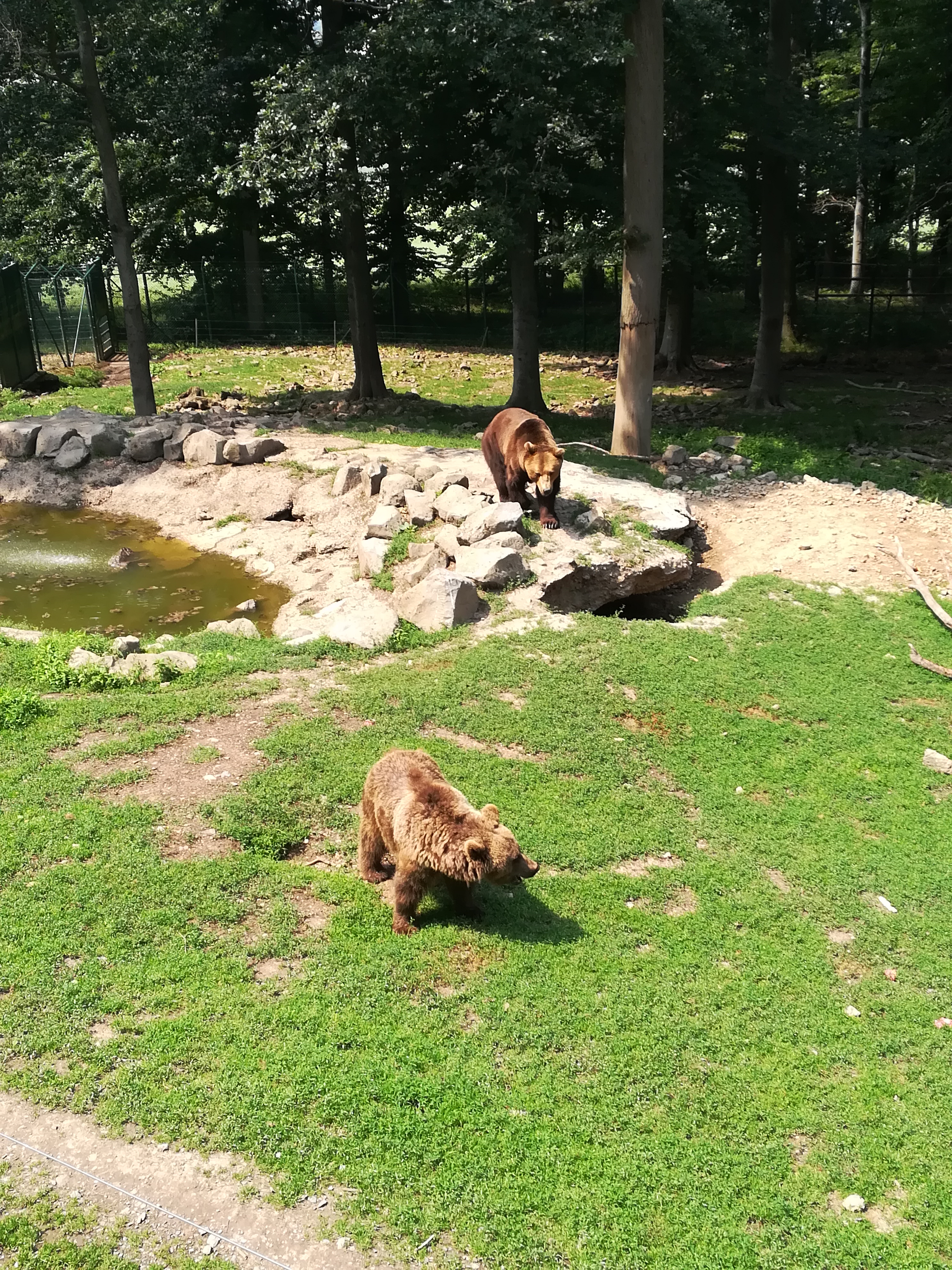
Braunbären

Nach ersten Planungen 1964 wurde im August 1965 auf Anregung des Landrats August Franke durch den damaligen Landkreis Fritzlar-Homberg die Errichtung eines Wildgatters am Streuflingskopf auf einer hessischen Forstfläche von 37 ha  beschlossen. Die Eröffnung des Wildparks Knüll durch den hessischen Landwirtschaftsminister Tassilo Tröscher erfolgte am 1. Juni 1968 mit 28 Stück einheimischer Tiere wie Damhirsche, Rothirsche, Rehe, Muffelwild und Zwergziegen, wobei die freilaufenden Tiere verschiedener Hirscharten und Wildschafe als Besonderheit gelten. Trotz der damaligen Öffnungszeiten nur an Wochenenden kam nach 13 Monaten bereits der 100.000 Besucher zu den inzwischen 58 Tieren. 
1979 konnte der Kreis die landeseigene Fläche von 36 ha übernehmen. Das mittlerweile auf 50 ha vergrößerte Areal beherbergt nahezu 450 Tiere aus 40 Tierarten. In den ersten 50 Jahren hatte der Wildpark mehr als 3,3 Millionen Besucher, derzeit (Stand 2018) liegen die jährlichen Besucherzahlen bei 70.000 bei einem umfangreichen Angebot an außerschulischer Umweltbildung. Bedeutende Fortschritte waren 1979 die Errichtung des Tarpan- und des Wisentgeheges. Die Tarpane werden heute auch zur Landschaftspflege eines alten Hutewaldes im Naturschutzgebiet Waltersberg bei Knüllwald-Rengshausen eingesetzt, das Wisentgehege wurde wieder aufgegeben. 1991 erfolgte die Errichtung des Streichelzoos, 1993 zum 25-jährigen Jubiläum der Bau eines ersten Luchsgeheges, das 2008 neu geschaffen wurde. Zuvor konnte 2007 die Gemeinschaftsanlage für Braunbären und Wölfe auf 7000 Quadratmetern eingeweiht werden. 2011 folge der Frühlingshof, 2014 eine neue Eulenvoliere und 2018 das Waschbär- und Enokgehege.

## Struktur
Die Einrichtung wird durch eine hauptamtliche Leitung und ein Team von 15 freien Mitarbeitern besonders im Bereich der Umweltpädagogik betreut, wofür 2014 das Zertifikat „Tiergarten mit Bildungssiegel“ des Deutschen Wildgehegeverbandes verliehen wurde. Unterstützung erfolgt durch einen Förderverein und Tierpaten.
Als Zoo – im Sinne der europäischen Zoorichtlinie – hat sich der Wildpark immer wieder an Artenschutzprojekten beteiligt. So wurden Uhu-Nachzüchtungen an Auswilderungsprogramme abgegeben und Wisente gezüchtet. 
Die Restauration erfolgt durch die Gaststätte Jagdbaude im Eingangsbereich neben dem Infozentrum, das auch Tagungsmöglichkeiten bietet. Die Wege im Gelände haben eine Länge von vier Kilometern. Der Wildpark liegt an mehreren Wanderwegen wie dem Löwenweg, der Wildparkweg führt außen um das Gelände herum.